# Sarcoglottis biflora
Sarcoglottis biflora är en orkidéart som först beskrevs av Vell., och fick sitt nu gällande namn av Rudolf Schlechter. Sarcoglottis biflora ingår i släktet Sarcoglottis och familjen orkidéer. Inga underarter finns listade i Catalogue of Life.